# Plagiosiphon longitubus
Plagiosiphon longitubus là một loài loài thực vật họ Đậu (Fabaceae).
Loài này chỉ có ở Cameroon.
Môi trường sống tự nhiên của chúng là rừng khô nhiệt đới hoặc cận nhiệt đới.
Chúng hiện đang bị đe dọa vì mất môi trường sống.